# Shiara Driesen
Shiara Driesen (4 maart 1991) is een Belgisch korfbalster. Ze won een aantal Belgische titels met AKC en won ook in 2017 de prijs voor Beste Korfbalster van België. Tevens is zij speelster van het Belgisch korfbalteam.

## Spelerscarrière

### Begin van carrière
Driesen begon met korfbal bij Royal Mercurius Korfbal Club in 1998. Hier doorliep ze de jeugdteams om in 2005, op 14-jarige leeftijd, te verruilen van club.

### AKC
In 2005 sloot Driesen zich aan bij het grotere AKC. Op dat moment was AKC de meest succesvolle Belgische club met zaal- en veldtitels in 2002, 2003 en 2004.
Ze doorliep de jeugdteams en debuteerde op 18-jarige leeftijd in het 1e team van de club in 2009.
In seizoen 2014-2015 brak Driesen met AKC echt door in de top. Onder leiding van coach Chris Palinckx stond AKC in dit seizoen in 2 finales. Eerst plaatste AKC zich voor de Belgische zaalfinale in Topleague. De tegenstander was Boeckenberg en AKC verloor met duidelijke cijfers, namelijk 26-19. Iets later in het seizoen kreeg AKC nog een kans op een titel, want de ploeg had zich geplaatste voor de finale om de Beker van België. In deze finale won AKC van Voorwaarts. Het was de eerste grote Belgische titel voor Driesen.
In het seizoen erna, 2015-2016 won AKC voor het tweede jaar op rij de Beker van België, door in de finale te winnen van Boeckenberg.
Seizoen 2016-2017 was ook een succesvol jaar voor Driesen en AKC. Zo plaatste de ploeg zich voor de zaalfinale, waarin het Scaldis trof. AKC won met 21-18, waardoor het sinds 11 jaar weer een zaaltitel won. In dit seizoen won Driesen de prijs van Beste Korfbalster van het Jaar.
Als Belgisch zaalkampioen plaatste AKC zich automatisch voor de Europacup, een internationaal zaalkorfbaltoernooi voor teams. In dit toernooi doorliep AKC de poulefase en haalde het de finale. In de finale speelde het tegen de Nederlandse ploeg TOP, maar AKC verloor met 28-21.
In eigen competitie, in 2017-2018 kreeg AKC de kans op titelprolongatie, want AKC stond voor het tweede jaar op rij in de zaalfinale. Echter verloor AKC met 23-21 van Boeckenberg, waardoor ze onttroond werden.
In seizoen 2018-2019 stond Driesen met AKC in de veldfinale. In de eindstrijd won AKC met 17-15 van Floriant. Met deze titel nam zij afscheid van AKC.

### Deetos
In 2019 sloot Driesen zich aan bij de Nederlandse club DeetosSnel uit Dordrecht. De club, met een rijke historie, was net in 2019 in de zaal uit de prestigieuze Korfbal League gedegradeerd, maar speelde in de veldcompetitie nog wel in de Ereklasse.
Driesen was direct basisspeelster bij Deetos, maar kende een stroef begin in de Nederlandse veldcompetitie. In de eerste helft veld verloor Deetos alle 5 duels. In de zaalcompetitie kwam Deetos uit in de Hoofdklasse. Na 14 competitieduels stond Deetos in de middenmoot, op de 5e plek. De competitie kon vanwege COVID-19 niet worden uitgespeeld, maar Deetos had met deze plek op de ranglijst ook geen promotie afgedwongen.
In seizoen 2020-2021 speelde Deetos/Snel geen competitie vanwege COVID-19.

### Floriant
In  april 2021 maakte Driesen bekend over te stappen naar Floriant voor seizoen 2021-2022.
In dit seizoen deed Floriant goede zaken. De ploeg met coach Kevin de Waele plaatste zich voor de kruifinale tegen concurrent Boeckenberg. Floriant won de kruisfinale met 24-18 en plaatste zich zodoende voor de Belgische zaalkorfbalfinale. In deze finale was Borgerhout de tegenstander. Floriant won de finale met 19-17 en werd de eerste kampioen die niet uit Antwerpen kwam.
Na dit ene seizoen bij Floriant besloot Driesen in de zomer van 2022 van club te verwisselen.

### Return bij AKC
Per seizoen 2022-2023 sloot Driesen zich aan bij AKC.

## Erelijst
- Topleague Belgisch kampioen zaalkorfbal, 2x (2017, 2022)
- 1e Klasse Belgisch kampioen veldkorfbal, 2x (2019, 2022)
- Beker van België kampioen veldkorfbal, 2x (2015, 2016)
- Beste Korfbalster van België, 1x (2017)

## Belgische Diamond
In 2013 werd Driesen toegevoegd aan het Belgisch korfbalteam.
Zo speelde zij op de volgende internationale toernooien:
- World Games 2013
- EK 2014
- WK 2015
- EK 2016
- World Games 2017
- EK 2018
- WK 2019
- EK 2021
- World Games 2022